# Довгі лінії
Довга лінія — лінія електропередачі, довжина якої перевищує довжину хвилі коливань, що поширюються в ній, а відстань між провідниками, з яких вона складається, значно менше довжини цієї хвилі. Вперше такі лінії з'явилися в 30-х роках XIX століття в телеграфії, а в кінці XX століття стали використовуватися для передачі енергії змінного струму.
В ідеальній лінії передач (без втрат енергії) розповсюджується тільки електромагнітні хвилі, в яких електричні та магнітні поля строго поперечні (ТЕМ-моди). Розподіл цих полів по перерізу точно повторює розподіл електростатичного поля {\displaystyle \mathbf {E} } у циліндричному конденсаторі та магнітостатичного поля {\displaystyle \mathbf {H} } в системі циліндричних провідників з поздовжніми струмами.
У загальному випадку, лінії можуть складатися не з двох, а з більшої кількості провідників ({\displaystyle N\gg 2}). Це дозволяє розповсюдженню {\displaystyle N-1} незалежних мод, що не заважають одна одній (оскільки поля кожної моди знаходяться в своїй площині). Всі ТЕМ-моди розповсюджуються зі швидкістю світла в середовищі, яке залежить від конкретного виконання лінії передачі.
Розгляд лінії передачі проводиться шляхом формального розбиття на малі відрізки та введення поняття розподілених характеристик лінії: розподіленої ємності, тобто ємності на одиницю довжини {\displaystyle C_{0}\ }, та розподіленої індуктивності, тобто індуктивності на одиницю довжини {\displaystyle L_{0}\ }, що мають у SI розмірності Ф/м та Гн/м, відповідно.

## Телеграфні рівняння

Еквівалентна схема елемента лінії передачі

Звичайно, елемент лінії передачі, на якому визначені {\displaystyle C_{0}\ } та {\displaystyle L_{0}\ } вибирають таким чином, щоб його довжина {\displaystyle dx\ } була більшою за відстань між двома провідниками лінії ({\displaystyle l\ }):
{\displaystyle dx>l\ }.
Кожний такий елемент містить дві індуктивності :{\displaystyle 0,5L_{0}C_{0}\ }, послідовно включені в обидва провідники лінії передачі, та дві ємності {\displaystyle C_{0}dx\ }, включені паралельно на обох кінцях індуктивностей.
Із рівнянь Кірхгофа, складених для такого чотириполюсника, можна записати два диференціальні рівняння, які пов'язують струми та напруги із реактивними розподіленими параметрами ЛП:
{\displaystyle {\frac {\partial }{\partial x}}V(x,t)=-L{\frac {\partial }{\partial t}}I(x,t)}
{\displaystyle {\frac {\partial }{\partial x}}I(x,t)=-C{\frac {\partial }{\partial t}}V(x,t)},
які отримали назву телеграфних рівнянь, оскільки вперше були отримані Олівером Гевісайдом при розгляді телеграфної лінії.
Шляхом повторного диференціювання ці рівняння можна привести до диференційних рівнянь другого порядку:
{\displaystyle {\frac {\partial ^{2}}{{\partial t}^{2}}}V={\frac {1}{LC}}{\frac {\partial ^{2}}{{\partial x}^{2}}}V}
{\displaystyle {\frac {\partial ^{2}}{{\partial t}^{2}}}I={\frac {1}{LC}}{\frac {\partial ^{2}}{{\partial x}^{2}}}I}
при виконанні умов:
{\displaystyle {\frac {\partial C_{0}}{\partial x}}=0} та
{\displaystyle {\frac {\partial L_{0}}{\partial x}}=0},
що  визначають однорідність лінії передачі.
Загальний розв'язок даної задачі є суперпозицією плоских хвиль:
{\displaystyle I=I_{0}\exp[i(\omega t\pm kx)]}
{\displaystyle V=V_{0}Z_{w}\exp[i(\omega t\pm kx)]}
де
{\displaystyle k={\frac {\omega }{v}}={\frac {2\pi }{\lambda }}}-
хвильове число;
{\displaystyle v={\frac {1}{\sqrt {L_{0}C_{0}}}}}-
швидкість розповсюдження електромагнітної хвилі;
{\displaystyle Z_{w}={\sqrt {\frac {L_{0}}{C_{0}}}}}-
хвильовий опір хвилі в конкретному середовищі.
Очевидно, що {\displaystyle v<c\ }, де {\displaystyle c\ }- швидкість світла у вакуумі, а {\displaystyle Z_{w}>Z_{0}}, де {\displaystyle Z_{0}}- хвильовий опір вакууму.
Оптимальна передача енергії в лінії передачі реалізується в режимі «біжучої хвилі», коли лінія передачі навантажена на опір, рівний хвильовому.